# Qazaqstan Prem'er Ligasy 2008
La Qazaqstan Top Division 2008 è stata la 17ª edizione della massima divisione del calcio kazako. 

## Stagione

### Novità
Al termine della stagione 2007 sono retrocesse in Birinşi Lïga il Taraz e l'Ekibastuzes. Dalla Birinşi Lïga sono promosse il Megasport e l'Énergetïk-2.

## Classifica
|                       | Pos. | Squadra                | Pt | G  | V  | N  | P  | GF | GS | DR  |
| --------------------- | ---- | ---------------------- | -- | -- | -- | -- | -- | -- | -- | --- |
| Kazakistan (bandiera) | 1.   | Aqtöbe                 | 67 | 30 | 20 | 7  | 3  | 61 | 18 | +43 |
|                       | 2.   | Tobyl                  | 67 | 30 | 19 | 4  | 9  | 58 | 21 | +37 |
|                       | 3.   | Ertis                  | 62 | 30 | 18 | 8  | 4  | 58 | 28 | +30 |
|                       | 4.   | Qaisar                 | 49 | 30 | 13 | 10 | 7  | 29 | 22 | +7  |
|                       | 5.   | Megasport              | 42 | 30 | 12 | 6  | 12 | 33 | 38 | -5  |
|                       | 6.   | Jetisý                 | 41 | 30 | 11 | 8  | 11 | 28 | 27 | +1  |
|                       | 7.   | Shahter Qaraǵandy (-9) | 37 | 29 | 11 | 13 | 5  | 41 | 26 | +15 |
|                       | 8.   | Almaty                 | 37 | 30 | 10 | 7  | 13 | 33 | 39 | -6  |
|                       | 9.   | Oqjetpes               | 35 | 30 | 10 | 5  | 15 | 32 | 48 | -16 |
|                       | 10.  | Qairat (-3)            | 34 | 30 | 9  | 10 | 11 | 25 | 28 | -3  |
|                       | 11.  | Astana 1964 (-3)       | 32 | 30 | 8  | 11 | 11 | 37 | 33 | +4  |
|                       | 12.  | Ordabasy               | 30 | 30 | 7  | 9  | 14 | 25 | 44 | -19 |
|                       | 13.  | Esil-Bogatyrʹ          | 24 | 30 | 4  | 12 | 14 | 21 | 42 | -21 |
|                       | 14.  | Énergetïk-2            | 23 | 30 | 5  | 8  | 17 | 21 | 43 | -22 |
|                       | 15.  | Atyrau                 | 19 | 30 | 3  | 10 | 17 | 22 | 54 | -32 |
|                       | —    | Vostok Óskemen         | 35 | 29 | 10 | 5  | 14 | 35 | 48 | -13 |

Legenda:
      Campione del Kazakistan e ammessa alla UEFA Champions League 2009-2010
      Ammessa alla UEFA Europa League 2009-2010
      Retrocesse in Birinşi Lïga 2009
Note:
Tre punti a vittoria, uno a pareggio, zero a sconfitta.
- Vostok Öskemen inizialmente retrocesso per aver combinato una partita con lo Şaxter Qaraǧandy (penalizzato di nove punti per tale motivo). In seguito alla decisione della federazione kazaka di non cambiare il formato del campionato, riducendo il numero di squadre da sedici a quattordici, venne revocata la retrocessione del Vostok.

## Spareggio
|        | Risultati       |       | Luogo e data             |  |
| ------ | --------------- | ----- | ------------------------ |  |
| Aqtöbe | 1 - 1 (4-2 dtr) | Tobyl | Almaty, 20 novembre 2008 |  |